# Carlos Olivier
Carlos Raúl Fernández Olivier, conhecido como Carlos Olivier (Caracas, 26 de Janeiro de 1952 – Caracas, 22 de Janeiro de 2007) foi um cirurgião e um ator da televisão venezuelano, famoso pelo seu papel em telenovelas como: "Leonela", "El país de las mujeres", "Viva la pepa", "Las González", "Engañada" e "Los Querendones", entre outras.

## Biografia
Carlos Olivier nasceu no dia 26 de Janeiro de 1952. Fez estudos da medicina na Universidade Central da Venezuela e estudou atuação no Ateliê dos Jovens Atores de RCTV. O ateliê era dirigido por Hugo Ulive, Isaac Chocrón, Julio César Mármol, Humberto Colmenares, Román Chalbaud e Manuel Bermúdez.
Olivier participou em numerosas telenovelas da RCTV e da Venevisión. Além do mais ele atuou em várias peças de teatro.
Seu papel mais famoso foi na telenovela ‘Leonela’ (1983), na qual interpretou um violador que conseguiu regeberar-se devido à sua paternidade.
Carlos Olivier residiu nos Estados Unidos da América durante cinco anos. Nesse país Olivier atuou em dois capítulos da série da televisão norte-americana Miami Vice; assim como foi o anfitrião de um programa chamado ‘El Gran Evento con Carlos Olivier’ para a rede de televisão Telemundo.
Por outro lado Carlos Olivier gravou dois discos com o produtor cubano Emílio Estefan.
Além do seu trabalho como ator, fez carreira como cirurgião durante dezoito anos.
Carlos Olivier teve três filhos: Carlos Raúl, Salka e Tarek; assim como um neto, Luis Alejandro.
Carlos Olivier faleceu em 22 de janeiro de 2007, de ataque cardíaco, em Caracas, Venezuela, quatro dias antes de fazer 55 anos de idade.

## Filmografia
- Historia de amor
- Prisionero de Zenda
- El hombre de la máscara de hierro
- La noche de los sapos
- El ángel rebelde
- Alejandra
- Estefanía
- Gómez
- Me llamo Julián, te quiero
- Secreto
- Sor campanita
- La dama de las camelias
- Orgullo
- La señora de Cárdenas
- Natalia
- Rosalinda
- Angelito
- Martha y Javier
- Bienvenida Esperanza
- Leonela
- Miedo al amor
- La muchacha de los ojos café
- Enamorada
- De mujeres
- Pecado de amor
- Contra viento y marea
- Carita pintada
- Hay amores que matan
- Viva la pepa
- Las González
- Engañada"
- ¡Qué buena se puso Lola!
- Los Querendones

## ligações externas
- Carlos Olivier. no IMDb.